# Karl Wilhelm Greding
Karl Wilhelm Greding (* 14. Juli 1759 in Greiz; † 3. Oktober 1819 in Kemnath, Oberpfalz) war ein deutscher Arzt.
Greding war ein Neffe des Mediziners Johann Ernst Greding, dessen gesammelte Werke er postum herausgab. Er selbst widmete sich ebenfalls der Medizin. Nach Beendigung seiner Studien ließ er sich als praktischer Arzt zuerst in Asch in Böhmen, dann in Neustadt und ab 1804 in Kemnat in der Oberpfalz nieder. 1819 starb er im Alter von 60 Jahren an den Folgen eines Sturzes vom Pferd.
Er verfasste folgende Werke:
- Dissertatio de primis variolarum initiis earumque contagione admodum virulenta, Leipzig 1781
- Tres morborum historiae in nosocomio Pragensi fratrum misericordiae conscriptae, cum epicrisi, Prag 1788
- Beobachtungen über die natürlichen Blattern, Hof 1796 Digitalisat